# Жигалко Сергій Олександрович
Сергій Олександрович Жигалко (біл. Сяргей Аляксандравіч Жыгалка; 28 березня 1989, Мінськ) — білоруський шахіст, гросмейстер від 2007 року.

## Шахова кар'єра
У своєму доробку має звання чемпіона світу серед юнаків до 14 років (Каллітея, 2003) а також два звання чемпіона Європи: до 14 (Будва, 2003) i 18 років (Херцег-Новий, 2006). У 2004 році поділив 1-ше місце (разом з Юрієм Кузубовим i Ільдаром Хайрулліним) у Кірішах, а також здобув у Мінську звання чемпіона Білорусі серед юніорів до 20 років (цей успіх повторив наступного року). У 2007 році виступив на кубку світу, що відбувся в Ханти-Мансійську, де в 1-му колі програв (на дограванні) Крішнанові Сашикірану. 2008 року здобув у Мінську звання віцечемпіона Білорусі в особистому заліку (позаду Олексія Федорова), а 2009 року у національному чемпіонаті посів 1-ше місце. Того самого року переміг в Енсхеде, а в Пуерто-Мадрині здобув звання віцечемпіона світу серед юніорів до 20 років. 2010 року поділив 1-ше місце в Ташкенті (Меморіал Георгія Агзамова, разом з Віталієм Голодом, Рінатом Джумабаєвим i Максимом Туровим). У 2011 році поділив 2-ге місце (після Бориса Грачова, разом із Сананом Сюгіровим) на круговому турнірі Moscow Open в Москві. У 2012 і 2013 роках здобув чергові звання чемпіона Білорусі в особистому заліку.
Неодноразово представляв Білорусь на командних змаганнях, зокрема,:
- чотири рази на шахових олімпіадах (2008, 2010, 2012, 2014)[4],
- на командному чемпіонаті Європи (2013)[5],
- на шаховій олімпіаді серед юніорів до 16 років (2000)[6].

Найвищий рейтинг Ело дотепер мав станом на 1 вересня 2011 року, досягнувши 2696 пунктів, посідав тоді 50-е місце в світовій класифікації ФІДЕ, водночас посідав 1-ше місце серед білоруських шахістів.

## Особисте життя
Його старший брат, Андрій (1985), також має звання гросмейстера i є одним з провідних шахістів Білорусі.

## Зміни рейтингу
| На цьому місці має відображатися графік чи діаграма, однак з технічних причин його відображення наразі вимкнено. Будь ласка, не видаляйте код, який викликає це повідомлення. Розробники вже працюють для того, щоби відновити штатне функціонування цього графіка або діаграми. | |
| | На цьому місці має відображатися графік чи діаграма, однак з технічних причин його відображення наразі вимкнено. Будь ласка, не видаляйте код, який викликає це повідомлення. Розробники вже працюють для того, щоби відновити штатне функціонування цього графіка або діаграми. |